# واروژ کریم مسیحی
واروژ کریم‌مسیحی (ارمنی: Վարուժ Քարիմ Մասիհի؛ ‏ زاده ۲۴ مارس ۱۹۵۲) کارگردان، فیلم‌نامه‌نویس و تدوین‌گر ارمنی‌تبار اهل ایران است. وی از سال ۱۹۷۲ میلادی (۱۳۵۱) تاکنون مشغول فعالیت بوده‌است.
وی در فاصلهٔ هجده سال از ورودِ عملی‌اش به سینما تا ساختنِ پردهٔ آخر، خودش به‌طور مستقل سه فیلم کوتاه ساخته است: فاخته (۱۳۵۴)، کوچ (۱۳۵۶) و سَلَندَر (۱۳۵۹).
فیلم پرده آخر برنده هشت سیمرغ بلورین از نهمین دورهٔ جشنوارهٔ فیلم فجر و فیلم تردید نیز نامزد یازده سیمرغ بلورین از بیست و هفتمین دوره جشنواره فیلم فجر و برگزیدهٔ بهترین فیلم‌نامهٔ اقتباسی و بهترین کارگردانی بخش نگاه اول بوده است.

## آغاز زندگی
در ۲۴ مارس ۱۹۵۲ (۴ فروردین ۱۳۳۱) در یک خانواده ارمنی در شهر اراک به دنیا آمد. در کنار دو خواهر و یک برادر دیگر، او بزرگ‌ترین فرزند خانواده بود.

## تحصیلات
پس از پایان تحصیلات متوسطه، در سال ۱۹۶۹ (۱۳۴۸) به اتریش و سپس در سال ۱۹۷۰ (۱۳۴۹) به آلمان می‌رود. در مونیخ وی شروع به آموختن زبان آلمانی می‌کند تا بتواند وارد دانشکده پزشکی شود. آشنایی وی با یک بازیگر تئاتر و سینما در باشگاه ارمنیان مونیخ، مسیر زندگی او را تغییر داد. پس از مدتی مطالعه و تماشای فیلم در ۱۹۷۱ (۱۳۵۰) به ایران بازگشت.

## زندگی هنری

واروژ کریم‌مسیحی پشت صحنهٔ سلندر (۱۳۵۹)

از طریق یک دوست عکاس، با باربد طاهری، آشنا و از طریق او به بهرام بیضایی، کارگردان مطرح سینمای ایران معرفی می‌شود. واروژ کریم‌مسیحی روز ۱۴ فروردین ۱۳۵۰ را روز تولد سینمایی خود می‌داند.
وی در ۱۹۷۲ (۱۳۵۱) به عنوان دستیار و منشی صحنه در فیلم رگبار به سینمای حرفه‌ای روی آورد. تا هنگام انقلاب در همه کارهای بیضایی دستیار او بود. در این مدت به عنوان دستیار کارگردانان همچون کامران شیردل (صبح روز چهارم، ۱۳۵۱)، امیر نادری (تنگنا، ۱۳۵۲)، بهمن فرمان‌آرا (شاهزده احتجاب، ۱۳۵۳) و محمدرضا اصلانی (چنین کنند حکایت، ۱۳۵۳) نیز همکاری کرد. در ۱۹۷۲ (۱۳۵۱) در دانشکده هنرهای دراماتیک پذیرفته شد اما از تحصیل در این دانشکده صرف نظر کرد. در ۱۹۷۵ (۱۳۵۴) با کارگردانی فیلم کوتاه فاخته بر اساس طرحی از ملک‌جهان خزایی برای کانون پرورش فکری کودکان و نوجوانان به فیلمسازی روی می‌آورد. پس از آن دو فیلم کوتاه دیگر با نام‌های کوچ و سَلَندَر در سال‌های ۱۹۷۷ (۱۳۵۶) و (۱۹۸۰) ۱۳۵۹ کارگردانی می‌کند. وی فیلم‌نامه «کوچ» را براساس تلفیقی از داستان «گیکور» نوشته هوهانس تومانیان و داستانی از محمود دولت‌آبادی می‌نویسد و کارگردانی می‌کند. فیلم کوتاه سلندر (با فیلم‌نامه‌ای از بیضایی) از فیلم‌های کوتاه متفاوت سینمای ایران است. این فیلم کوتاه ۳۳ دقیقه‌ای که به طریقهٔ رنگی تصویربرداری شده است به همراهِ فیلمِ کوتاهِ ۳۷ دقیقه‌ای و سیاه و سفیدِ «فاخته» (۱۳۵۴)، از تولیدات تلویزیون ایران بود و در سال ۱۹۸۳ (۱۳۶۲) برای نمایش به «تلویزیون سوئد» فروخته شد. فیلم «فاخته» را در سال ۱۹۸۴ (۱۳۶۳)، «رادیو تلویزیون مجارستان» نیز برای نمایش خریداری کرد.
در دههٔ شصت، فیلم‌های فاخته و سلندر در چندین جشنوارهٔ بین‌المللی از جمله لایپزیگ، آلمان شرقی، اوبرهاوزن، آلمان غربی، کارلووی واری، چکسلواکی به نمایش درآمد.
پس از سال‌ها تجربه، در ۱۹۹۰ (۱۳۶۹) پس از چند کوشش ناموفق در سال‌های پیش‌تر، وی موفق شد نخستین فیلم سینمایی‌اش را با نام پردهٔ آخر کارگردانی کند. این فیلم یک اثر غافلگیرکنندهٔ دقیق با جزئیاتی پر وسواس بود که برای نخستین بار در نهمین دوره جشنواره بین‌المللی فیلم فجر به نمایش درآمد. این فیلم در شانزده رشته نامزد دریافت سیمرغ بلورین شد که در هشت رشته از جمله بهترین کارگردانی و بهترین تدوین موفق به دریافت آن شد. این فیلم پس از اکران با تحسین بسیاری از سوی مردم و منتقدان همراه شد و همواره نامش در میان چند فیلم برتر سینمای پس از انقلاب دیده می‌شود. اما متأسفانه طی سال‌ها نتوانست فیلم دیگری بسازد و بیش‌تر به عنوان تدوین‌گر فعالیت داشت.
او پس از گذشت ۱۸ سال از ساخت نخستین فیلم‌اش (پرده آخر)، در سال ۲۰۰۸ (۱۳۸۷)، دومین فیلم بلند خود با نام تردید را کارگردانی کرد. این فیلم برنده جایزه سیمرغ بلورین بهترین فیلم بیست و هفتمین جشنواره فیلم فجر شد.
در سال ۱۳۹۰ در هشتمین دوره جشنواره فیلم کوتاه نهال وی یکی از دوران جشنواره بود.

## زندگی شخصی
وی در ۱۹۸۱ (۱۳۶۰) ازدواج کرد و حاصل این ازدواج پسر و دختری است با نام‌های مهر و مانیا. هر دو فرزند او اکنون در حال گذراندن تحصیلات دانشگاهی‌اند.

## ستایش بهرام بیضایی
کریم‌مسیحی در بسیاری از فیلم‌های بهرام بیضایی دستیار کارگردان بوده و نزدیک‌ترین شاگرد سینمایی بیضایی به‌شمار می‌رود. از این رو در ۲۰۱۴ (خردادماه ۱۳۹۳) در مراسم بزرگداشتی برای کریم‌مسیحی پیامی از بیضایی خوانده شد که از ایالات متحده آمریکا فرستاده بود:
درود به واروژ مهربان / درود به آن‌ها که برایش بزرگداشت گرفته‌اند
و درود به سینما وقتی که سینماست! / به شما دور ولی نزدیکم
و می‌توانم واروژ را ببینم گیج / ناباور از اینکه چهار دهه گذشت
، چهار سال آزگار هم بیشتر /از روزی که کلید دوستی زدیم
و من چه دارم بگویم که شادباشی باشد / برای فیلم‌های نساخته!
به خودت نگو در چهل سالگی فقط دو فیلم و دیگر هیچ!
 فکر نکن همه شوق و استعدادت شد تدوین خوب فیلم‌های گاهی بد این و آن برای گذران!
بزرگداشت هر فیلمساز ساختن فیلم دیگری است
فکر کن که کوتاه نیامدی / و آنچه ساختی بی‌آبرو نبود
فکر کن نمونه‌ای! / عشق فیلمی که فیلم‌سازی را بلد است و حواشی‌اش را نه!
و آنچه هست –افسوس- سراسر حواشی است!
بزرگداشت هر فیلم‌ساز بهتر، بزرگداشت سینمای بهتر است! / شادباش مرا بپذیر
چرا امیدوار نباشم که فیلم دیگری بسازی؟

## فیلم‌ها
در کارنامه هنری کریم‌مسیحی که با عنوان تدوینگر، فیلم‌نامه‌نویس و کارگردان شناخته می‌شود، تا سال ۱۳۹۰ کارگردانی ۲ فیلم بلند سینمایی به چشم می‌خورد.

## جایزه‌ها و افتخارات
| سال  | جایزه        | بخاطر فیلم |                  | نتیجه    |
| ---- | ------------ | ---------- | ---------------- | -------- |
| ۱۳۶۹ | سیمرغ بلورین | پرده آخر   | بهترین کارگردانی | برنده    |
| ۱۳۶۹ | سیمرغ بلورین | پرده آخر   | فیلم‌نامه         | نامزدشده |
| ۱۳۶۹ | سیمرغ بلورین | پرده آخر   | تدوین            | نامزدشده |
| ۱۳۸۷ | سیمرغ بلورین | تردید      | بهترین کارگردانی | نامزدشده |
| ۱۳۸۷ | سیمرغ بلورین | تردید      | فیلم‌نامه اقتباسی | نامزدشده |
| ۱۳۸۷ | سیمرغ بلورین | تردید      | تدوین            | نامزدشده |
| ۱۳۸۹ | سیمرغ بلورین | ندارها     | بهترین تدوین     | برنده    |

## توضیحات
1. ↑  هوهانس تومانیان، شاعر ملی ارمنستان محسوب می‌شود